# 밀리터리 패션

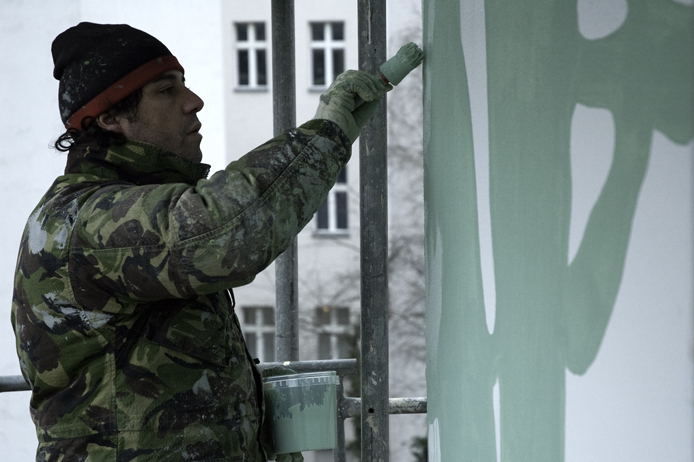
밀리터리 패션을 한 남자

밀리터리 패션(military fashion) 또는 밀리터리 룩은 군복과 관련된 스타일로 된 패션을 의미한다.